# Antoni Aleksander Iliński

Antoni Aleksander Ilinski

Graf Antoni Aleksander Iliński (auch: Zelensky und Zelinski), Graf Peliaski bzw. Mehmet İskender Paşa (* 1814; † 8. Juni 1861 in Konstantinopel) war ein polnisch-osmanischer Offizier und General. Als Unabhängigkeitsaktivist und Aufständischer beteiligte er sich an mehreren Erhebungen der Polen und Ungarn im Österreich des 19. Jahrhunderts. Zum Islam konvertiert, diente er alsdann in mehreren Funktionen in der osmanischen Armee unter der Herrschaft des Sultans Abdülmecid I. in Bosnien und Herzegowina, im Krimkrieg und in den osmanisch dominierten Regionen Transkaukasiens und Mesopotamiens.

## Herkunft
Zum Geburtsjahr Ilińskis gibt es mehrere Angaben: Neben dem von Łątka genannten und verbreiteten Jahr 1814 werden in zeitgenössischen Quellen zudem die Jahre 1810, 1812, und 1815 genannt. Auch in der Herkunft Ilińskis widersprechen sich die Angaben:
Nach einer Ansicht soll er tatarischer Herkunft gewesen sein, aus Bender in Bessarabien gestammt haben und damit bereits von Geburt an Anhänger des Islam gewesen sein. Iliński sei eine Form seines Namens Illahi gewesen und der Grafentitel aus seinem Beinamen Bey entstanden. Sein Großvater und sein Vater sollen Besitzungen in Litauen und Wolynien gehabt haben. Sein Vater soll eine selbstfinanzierte Schwadron tatarischer Husaren im polnischen Novemberaufstand 1830 gegen Russland geführt haben. Iliński soll dort im Alter von 13 Jahren als Kadett gedient haben. Nach dem gescheiterten Aufstand wurden die Güter seines Großvaters konfisziert und sein Vater zur Bergwerksarbeit nach Sibirien deportiert, wo er fünf Jahre verblieb. Sein Bruder soll um das Jahr 1854 Gouverneur von Astrachan gewesen sein.
Andere Quellen attestieren Iliński eine polnische Abstammung und sehen die Gegend um Isjaslaw in Wolynien als seinen Geburtsort an. Sein Bruder soll danach Wirtschaftspächter auf einem Gut Sanguskos gewesen sein. In Romaniw, das ebenfalls zu Wolynien gehört, wurde zudem Józef August Iliński (1766–1844) geboren, dem Ende des 18. Jahrhunderts der Grafentitel verliehen worden war.

## Frühe Kämpfe
Unabhängig vom Geburtsort berichten beide Quellen in jungen Jahren von einer Beteiligung Ilińskis am Novemberaufstand 1830, nach dem er über Galizien nach Paris ging, wo sich um Adam Jerzy Czartoryski im Hôtel Lambert das politische Zentrum der polnischen Emigration herausgebildet hatte. Dort versuchte sein späterer ungarischer Kampfgefährte Józef Bem eine Polnische Legion für die Armee des portugiesischen Königs Peter I. auszuheben. Obwohl er damit gescheitert war, traten er und mehrere polnische Offiziere auf der Seite Portugals in den Miguelistenkrieg ein.
Auch Iliński kämpfte auf Don Pedros Seite. Den Namen Graf Peliaski trug er im spanischen Ersten Carlistenkrieg, wo er unter Königin Isabella Anführer eines Freicorps, der Legion provisoire, wurde und sieben Jahre kämpfte. Spanien und Portugal verliehen ihm zusammen elf Orden. Einer russischen Belagerung des persischen Herat wohnte er 1836 ebenso bei, wie dem Ersten Opiumkrieg in Kanton. Er trat danach in französische Dienste und war als Lieutenant der Zuaven an mehreren Schlachten gegen Abd el-Kader in Algerien beteiligt, nahm an der Expedition nach Constantine teil und erhielt den Orden der Ehrenlegion. Im Ersten Sikh-Krieg nahm er auf Seite der Britischen Ostindien-Kompanie teil.
Im Ungarischen Unabhängigkeitskrieg der Jahre 1848/1849 war Iliński erneut als Unterstützer Bems in Ungarn aktiv, dem er mehrmals das Leben gerettet haben soll. In der Schlacht bei Temesvár am 9. August 1849 soll Iliński laut einer Legende zudem drei Mal das Pferd getötet worden sein und er soll der letzte gewesen sein, der das Schlachtfeld verließ. Nach der verlorenen Schlacht und der Kapitulation von Világos flüchteten er mit Bem und Resten der Ungarischen Armee in die Türkei. Spätestens jetzt trat er zum Islam über und nannte sich Mehmet İskender Bey. Nach anderen Quellen soll er bereits 1846 im Dienst der Pforte gestanden und als Major der Artillerie Omar Pascha bei der Niederschlagung des Aufstands in Kurdistan begleitet haben.

## Karriere in der osmanischen Armee

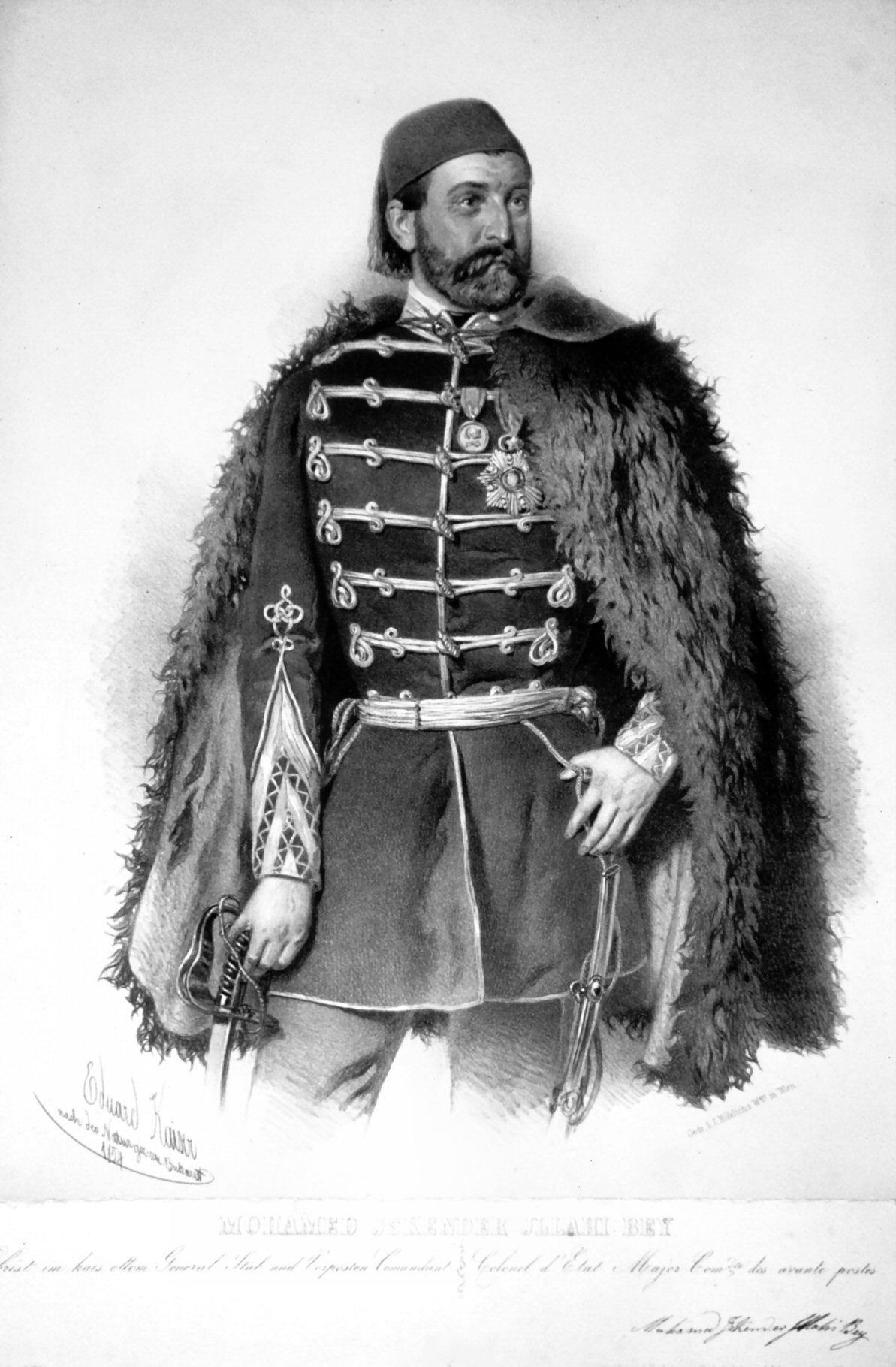
Mohamed Iskender Illahi Bey, Lithographie von Eduard Kaiser, 1854

Wie Bem wurde Mehmet Iskender nach Aleppo verwiesen und durfte erst nach dessen Tod 1850 Europa wieder betreten. In Rumelien diente Mehmet Iskender unter Omar Pascha. Er nahm am Feldzug gegen aufständische Bosnier teil, im Zuge dessen der bosnische Vizier Ali-paša Rizvanbegović 1851 abgesetzt und später getötet wurde. Iskender soll seine Heeresabteilung gegen eine bosnische Übermacht ins Feld geführt und dabei gesiegt und eine „bedeutende Anzahl Kanonen“ erbeutet haben. Hiervon sollen sich die Bosnier im Verlaufe des Feldzuges nicht wieder erholt haben. Im Februar 1851 nahm Paschas Armeekorps unter dem Kommando von Iskender Mostar ein. Für seine Verdienste wurde er von der osmanischen Regierung mit der Paschawürde ausgezeichnet. Als Österreich und Russland dagegen protestierten, gab er den Titel jedoch zurück. Er soll der türkischen Reiterei die Furcht vor den Lanzen der Kosaken genommen haben.
Im Oktober 1853 reiste er mit Aufträgen an die französische und britische Regierung nach Paris, vermutlich um Offiziere für den kurz zuvor ausgebrochenen Krimkrieg anzuwerben. Sein erster Auftrag im Krieg bestand darin, Târnava zu befestigen, bevor er ein Kommando beim Widin-Calafater-Korps erhielt. In der Schlacht von Cetate zum Jahreswechsel 1853/54 befehligte Iskender die Vorposten und brach sich beim Sturz vom Pferd zwei Rippen. Noch im März 1854 hütete er daraufhin in Widin das Krankenbett. Gleichzeitig wurde er für seine Verdienste in der Schlacht mit dem Mecidiye-Orden vierter Klasse ausgezeichnet. Nach einem Gefecht bei Radovan wurde er zum Oberst befördert und erhielt den Befehl über alle fünf Regimenter berittener Başı Bozuks, die bei seinem Armeekorps standen.
Nach Ostern 1854 war er mit Ismael Pascha an der Vertreibung der Russen aus Craiova beteiligt und lagerte mit 5000 Mann hinter der Schil. Am 22. Mai war er in einem Gefecht in Turnu verwickelt. Ende Mai führte er 1100 Mann siegreich bei Calafat in ein Gefecht mit 700 russischen Husaren unter Andrei Nikolaevich Karamzin. Karamzin (* 1814), Sohn von Nikolai Michailowitsch Karamsin und zweiter Ehemann von Aurora Karamzin, starb an den Folgen der Verletzungen. Iskender Bey erbeutete alle vier beteiligten russischen Geschütze sowie 40 Pferde und machte 27 Gefangene. Dieser Erfolge brachte den Korpskommandanten Salim Pascha dazu, ihn für den Rang eines Mirliva oder Brigadegeneral (Generalmajor) sowie für das Kommando über die 40 in Rumelien befindlichen Başı Bozuks vorzuschlagen.
Im Juli 1854 befand er sich zusammen mit Ismael Pascha und 15.000 Reitern in Giurgevo auf dem Weg nach Bukarest. Dort marschierte er am 5. August 1854 ein und übergab das Kommando im selben Monat an Sadik Pascha. Zeitungen meldeten, dass der Einzug in Bukarest ohne Genehmigung von Omar Pascha geschehen war und Illinski dabei von mehreren Persönlichkeiten der 1848er-Revolution begleitet worden sei, darunter Nikolaus Golescu.
Anfang 1855 kommandierte er in der Garnison von Eupatoria auf der Krim ein Kavallerieregiment aus drei regulären Eskadronen sowie 200 freiwilligen tartarischen Reitern bestand. Er kämpfte in der Schlacht von Jewpatorija, in der der ägyptische General Selim Pascha starb. Bei einem Entsetzungsversuch am 5. März soll er mit drei Wunden und einem verlorenen Finger durch Oberstleutnant Winner so stark verwundet worden sein, dass Berichte über seinen Tod in den Zeitungen kursierten. Nach seiner Genesung wurde ihm die Paschawürde verliehen.
Zusammen mit Omar Pascha wurde er nach Batumi eingeschifft, um gegen die Belagerung von Kars vorzugehen, jedoch ohne Erfolg. Er nahm an der Schlacht am Ingur am 6. November 1855 teil.
Im Oktober 1857 wurde Omar Pascha zum Gouverneur von Bagdad ernannt. Iskender Pascha war ebenso Teil seiner Karawane, die über Aleppo in die Wüste zog. Im Dezember 1857 gab es Meldungen vom Tod Iskender Paschas auf dieser Reise. Dass dem nicht so war, ist aus einer Meldung vom September 1860 zu entnehmen, die von der Rückkehr Iskender Paschas berichtet.
Er starb im folgenden Jahr, am 8. Juni 1861, in Konstantinopel.